# Palacio de Blanquerna
El palacio de Blanquerna (en griego: τὸ ἐν Βλαχέρναις Παλάτιον o en turco: Ayvansaray) fue una residencia imperial bizantina en el suburbio de Blanquerna, localizado en la parte noroccidental de Constantinopla (actualmente el barrio de Ayvansaray Estambul, Turquía). El área del palacio está ahora principalmente sobre-construido, y en ausencia de una excavación, solo las fuentes literarias e históricas están disponibles en cuanto a su descripción.[cita requerida]

## Historia
El palacio de Blanquerna fue construido en la ladera norte de la Sexta Colina de la ciudad alrededor del año 500. La propia colina fue remodelada en múltiples ocasiones y se construyeron terrazas para que aguantaran el peso del complejo palaciego. Aunque la principal residencia imperial entre los siglos IV y XI fue el Gran Palacio en los límites orientales de la ciudad, el palacio de Blanquerna se usaba en ocasiones, y es mencionado en los protocolos ceremoniales del siglo X De Ceremoniis o en las Explicaciones del Orden del Palacio del emperador Constantino VII (r. 945-959). En esa época, existían diversas estructuras: la sala de Anastasio, llamado así por el emperador Anastasio I, quien lo construyó, la sala del Océano, el pórtico de José y la sala del Danubio. Esta última comunicaba con el cercano santuario de Santa María de Blanquerna, perteneciente a la iglesia ortodoxa griega, a través de unas escaleras.
A finales del siglo XI, el emperador Alejo I Comneno (r. 1081-1118) movió la residencia oficial a este palacio, y tanto él como su nieto Manuel I Comneno (r. 1143-1180) realizaron varias remodelaciones, fortificando el palacio y creando nuevas dependencias. A Manuel I se le acredita la construcción de un muro exterior, y de varias y espléndidas salas, como la sala de Irene (llamada así por la emperatriz Irene de Hungría) y la Casa Valiosa. En esta época comenzó a conocerse al complejo palaciego como "Palacio Nuevo". Únicamente persiste la llamada prisión de Anemas en cuanto a edificios y estructuras de la época. Tras la Cuarta Cruzada, los emperadores del Imperio latino prefirieron el palacio de Bucoleón, pero tras la reconquista de la ciudad en el 1261, los emperadores de la dinastía Paleólogos restauraron el complejo de Blanquerna y la fijaron como su residencia principal. El palacio de los Porfirogenetas, que data de finales del siglo XIII, a pesar de estar más al sur del complejo principal, también se le relaciona con él. Es el único ejemplo de palacio bizantino intacto de Constantinopla.

## Complejo y división
El distrito del palacio cubre un área de 2 km² desde la Muralla de la Tierra de Teodosio hasta las murallas de Herakleios. Solo algunas partes del edificio han sobrevivido de su original infraestructura monumental. Después de que la ciudad fuera conquistada por los otomanos, el palacio fue abandonado, decayendo con el paso de los años y encontrándose en un estado ruinoso hasta hoy.
Cada emperador agregó edificios al Palacio Blachernen durante su reinado o renovó partes del complejo según fuera necesario. Estos edificios recibieron el nombre del emperador que los hizo construir. Cuando Constantinopla cayó en mayo de 1453, el distrito del palacio comprendía principalmente los siguientes edificios:

#### Palacio de Komnenen
El enorme palacio de Alexios I Komnenos gobernaba el área alrededor del Cuerno de Oro y parte de la ciudad. El edificio principal, en el que se ubicaban los aposentos imperiales, la sala del trono y otras salas de recepción, estaba unido al oeste por otro edificio con salas de recepción. Abandonado en 1453, más tarde se convirtió en una prisión de tres pisos con doce salas. La mezquita Ayvaz Efendi y las ruinas del monasterio Emin Buhari ahora están en su lugar.

#### Palacio de Anastasios
El Palacio de Anastasios, cuya ubicación es difícil hoy.

#### Palacio de los Porfirogenetas
El Palacio de los Porfirogenetas, ubicado entre la puerta Adrian Opel, la puerta Edirnekapı, Kaligaria y Eğrikapı, fue construido entre 1261 y 1291 por Miguel VIII y su hijo Andronico II. Sus cimientos datan de los siglos X y XI, presumiblemente del reinado de Manuel I Comneno. Este palacio es el único ejemplo significativo de la arquitectura bizantina secular de Constantinopla que ha sobrevivido hasta nuestros días.

#### Iglesia Blachernen
La Iglesia Blachernen o Santa María von Blachernae (en griego medieval, Θεοτόκος τών Βλαχερνών, Theotókos tón Blachernón; en turco, Meryem Ana Kilisesi) fue, debido a su proximidad al palacio imperial, la segunda iglesia más importante de Constantinopla, después de Santa Sofía . La emperatriz Aelia Pulcheria erigió un primer edificio de la iglesia en este sitio en 452 para guardar el vestido sagrado de María (manto funerario) y sus telas (fiesta de la deposición de los mantos de la Virgen).
En 473, el emperador León I hizo construir una nueva iglesia cerca de la capilla Pulcheria, a la que nombró a Santa María de Blaquernas. Desde finales del siglo V, el lugar resguardaba un maforion, el largo velo azul de las mujeres sirias, que supuestamente la virgen María lo había llevado, encontrándose conservada en una rotonda de Aya Soros.
En muchas ocasiones, la Iglesia fue renovada y embellecida por los emperadores Justiniano I, Basilio I y León VI.
Por otro lado, los defensores de la autenticidad del sudario de Turín a menudo representan la tesis, defendida por el historiador Ian Wilson, entre otros, de que el sudario de Turín se mantuvo aquí desde 1150 a 1204 detrás de puertas de bronce y plata y que es idéntico al cuadro de Abgar. La experta en historia bizantina, Averil Cameron, rechaza este punto de vista, entre otras cosas debido a las excesivas diferencias en la descripción histórica de la imagen de Abgar en comparación con el sudario. 
Durante el asedio de la Cuarta Cruzada, la imagen de Abgar fue llevada a la iglesia de Blachernen, perdiéndose su rastro después de que la ciudad fuera conquistada y saqueada en 1204. Juan VI Cantacuceno fue coronado emperador en 1347 en la Iglesia Blachernen. La iglesia se incendió en 1433 y el icono Blachernae, que se consideraba el prototipo original, fue destruido.

#### Torre de Anemas
La Torre de Anemas o Prisión de Anemas, lleva el nombre de Miguel Anemas, un general bizantino y miembro de la familia imperial que se levantó en una rebelión fracasada contra el entonces emperador, Alejo I Commeno. El emperador Isaac II Ángelo construyó unos jardines colgantes con árboles alrededor de la torre, cuyos restos todavía se pueden visibilizar a día de hoy. Desde agosto de 1376 hasta junio de 1379, Andrónico IV mantuvo prisioneros a su padre, el emperador Juan V, y a su hermano Manuel II, en la torre.

#### Torre de Isaac Ángelos
La torre de Isaac Angelos, recibió su nombre después de 1204 en memoria del emperador Isaac II Ángelo , que estuvo preso allí. Las ruinas de la torre aun se pueden visibilizar, por lo que es objeto de visitas y recorridos

#### Kastellion
El Kastellion fue una pequeña fortaleza ubicada dentro del complejo palaciego, desde el cual se podía monitorear la Puerta Blachernen. Las fortificaciones tenían cuatro torres grandes y tres más pequeñas.

#### Puerta Blachernen
La Puerta Blachernen fue originalmente una puerta simple de la ciudad. Más tarde se reservó su uso para los emperadores cuando el Palacio Blanquerna se convirtió en la residencia imperial.